# Мали Штрбац (видиковац)
Мали Штрбац је видиковац на 626 м.н.в. изнад Великог Казана, спада у међу најатрактивнијим видиковцима у НП Ђердап.
Са Малог Штрпца пружа се поглед на Ђердапску клисуру, обалу Дунава са Румунске стране, манастир Мраконија на улазу у истоимени залив, те шумовито залеђе и у стени уклесан лик последњег дачанског краља Децебала, изграђен 1990-их година. 
Обронци Малог Штрпца и Великог Штрпца у нижим пределима станиште су дивокозе, срне и дивље свиње. До видиковца стиже се обележеном стазом од Ђердапске магистрале преко Плоча или гребеном од Голог брда.